# Talakan de Guzgan
Talakan de Guzgan o Djuzdjan fou una ciutat de Pèrsia avui a l'Afganistan del nord, prop de la frontera amb Turkmenistan, al nord de la cadena de muntanyes anomenada avui dia Band-i Turkistan, però l'emplaçament exacte de la qual no es coneix, però podrien ser les ruïnes de Chachaktu o el lloc de Kalayi Wali. S'han proposat altres lloc entre Maymana i Faryab o a l'est de Faryab.
Formava part d'una satrapia sassànida integrada pels districtes després coneguts com a Nixapur, Herat, Merv, Merv al-Rudh, Faryab, Talakan, Balkh, Bukharà, Badghis, Abiward, Gardjistan, Tus, Sarakhs i Gurgan. El 709 en les primeres incursions àrabs al Khurasan i l'Oxus s'ementa un senyor local de nom Shurab que encara apareix el 734, segurament d'una casa de prínceps antics vassall perses. El 777 va caure en mans del rebel kharigita Yusuf al-Barm al-Thakafi, revoltat contra el califa al-Mahdi. El 834 es va revoltar a Talakan contra el califa al-Mútassim, l'alida husaynida Muhammad ibn al-Kasim. Els geògrafs musulmans la consideren dependent de Merv, a tres dies de camí. El 982 pertanyia als farighúnides de Guzgan. El 1220 Genguis Kan va assetjar la ciutadella de Talakan, anomenada a les fonts com Nusrat Kuh, i es va rendir al cap d'uns mesos. El 1221, Tului, fill de Genguis, va utilitzar Talakan de base pel seu atac al Khurasan.